# Jamel Cecílio
Jamel Cecílio, (Anápolis, 24 de dezembro de 1933 — Goiânia, 19 de março de 1980) foi um empresário, pecuarista e político brasileiro, outrora deputado federal por Goiás.

## Dados biográficos
Filho de Wadi Cecílio e Adib Radi Cecílio. Empresário e pecuarista, candidatou-se a suplente de senador pela ARENA na chapa de Manoel dos Reis Silva em 1974, não obtendo êxito. Eleito deputado federal em 1978, ingressou no PDS em 1980 quando restauram o pluripartidarismo, mas faleceu nos primeiros meses de mandato vítima de câncer de pulmão.